# Селфридж, Гарри
Га́рри Го́рдон Се́лфридж (англ. Harry Gordon Selfridge, 11 января 1858 — 8 мая 1947) — британец американского происхождения, основатель лондонского универмага Selfridges.

## Ранние годы
Селфридж родился в городе Рипон, штат Висконсин, США, 11 января 1858 года. Помимо Гарри, в семье было ещё два брата, которые умерли в раннем возрасте. В течение месяца после рождения Гарри семья перебралась в Джексон, штат Мичиган, где его отец приобрёл магазин. С началом гражданской войны Роберт Оливер Селфридж, отец Гарри, вступил в федеральную армию. Дослужив до звания майора, он демобилизовался, но решил не возвращаться домой.
Его мать Лоис воспитывала своих детей одна. Оба брата Гарри умерли в раннем возрасте, вскоре после окончания войны, так что Гарри остался единственным ребенком. Лоис нашла работу школьным учителем, изо всех сил стараясь сводить концы с концами. В свободное время она рисовала поздравительные открытки и в конечном счете стала директором Джексонской старшей школы. Гарри и его мать всю жизнь были в хороших отношениях и всегда жили вместе.

## Карьера
Когда Гарри исполнилось 10 лет, он начал подрабатывать разносчиком газет. В возрасте 12 лет устроился работать в галантерею Леонарда Филда, что позволило ему, вместе со своим школьным другом Питером Лумисом, создать ежемесячный журнал для детей. Журнал приносил доход от рекламы.
Селфридж, бросив школу в 14 лет, нашел работу в банке в родном городе. После провала вступительных экзаменов в военно-морскую академию США в городе Аннаполис, штат Мэриленд, Селфридж устроился бухгалтером в местной мебельной фабрике. Через несколько месяцев фабрика обанкротилась, и Гарри переехал в Гранд-Рапидс, где начал работать страховым агентом.
В 1876 году его прошлый работодатель, Леонард Филд, написал Селфриджу рекомендательное письмо для Маршалла Филда в Чикаго, старшего компаньона в Филд, Лейтер и Ко, одного из самых успешных магазинов города (который был переименован в Маршал Филд и Ко, позднее купленный сетью розничной торговли Macy's). Начав как складской рабочий в оптовом отделе, в течение последующих 25 лет, Селфридж поднялся по карьерной лестнице. В конце концов он стал младшим компаньоном, женился на Розали Бекингем и заработал значительное состояние.
Работая у Маршала Филда, Гарри впервые организовал рождественские скидки под лозунгом «Всего ___ дней до Рождества», который быстро подхватили владельцы других магазинов. Также он впервые употребил фразу «клиент всегда прав». Позднее Сезар Риц рекламировал свои гостиницы с лозунгом «клиент никогда не ошибается».

## Селфриджес
В 1906 году Селфридж отправился на праздники в Англию. Неудовлетворенный качеством британской розничной торговли, он заметил что новейшие идеи в торговле, принятые в США, до сих пор не дошли до Лондона. Гарри решил инвестировать 400 000 фунтов в собственное здание и универмаг. Новый магазин, названный «Селфриджес», открылся 15 марта 1909 года, тем самым установив новые стандарты в розничной торговле. 
Селфридж продвигал радикальное понятие покупки для удовольствия, а не "по необходимости". Магазин активно продвигался с помощью рекламы. Залы были построены таким образом, чтобы товары могли быть более доступными для покупателей. В них были элегантные рестораны со скромными ценами, библиотека, читальные и письменные залы, специальные приемные для французских, немецких, американских и "колониальных" клиентов, комната скорой помощи и "комната молчания с мягким освещением, глубокими креслами и двойным остеклением", все было предназначено для того, чтобы задержать покупателей в магазине как можно дольше. Сотрудников учили быть под рукой, чтобы помогать клиентам, но не слишком агрессивно, и продавать товары. Кроме того, Селфриджу удалось получить от телефонной компании привилегию иметь цифру «1» в качестве своего собственного телефонного номера. 
Селфридж процветал во время Первой мировой войны и вплоть до середины 1930-х годов. Великая депрессия уже сказалась на розничном бизнесе Селфриджа, и его щедрые расходы привели к увеличению задолженности в размере 150 000 фунтов стерлингов. Несмотря на все взлеты и падения, Селфридж стал британским подданным только в 1937 году. Это не помогло ему вернуть долги, учитывая привычку жить на широкую ногу, и к 1940 году он был должен уже 250 000 фунтов стерлингов. 
Магазин просуществовал до 1951 года как независимое предприятие, хотя сам Гарри оставил своё детище намного раньше — в 1941 году. В 1951 году оригинальный Селфриджес был приобретен сетью универмагов Lewis из Ливерпуля, купленой в 1965 году Sears Group, которая, в свою очередь,  в 2003 году была приобретена канадским Galen Weston за 598 миллионов фунтов стерлингов.

## Личная жизнь
В 1890 году Селфридж женился на Розали («Роуз») Бакингхэм из Чикаго. Ее отец, Бенджамин Хейл Бакингхэм успешно руководил семейным бизнесом, основанным дедушкой Розали, Алвой Бакингхэмом. 30-летняя Роуз приобрела землю на Харпер-авеню в Чикаго и построила там 42 виллы и коттеджа для художников в естественной  ландшафтной среде. У пары было пятеро детей: три девочки и два мальчика.
В разгар своего успеха Селфридж арендовал замок Хайклифф в Хэмпшире у генерал-майора Эдварда Джеймса Монтегю-Стюарта-Уортли. Кроме того, он приобрел Хенгстбери-Хед - мыс длиной в милю на южном побережье Англии, где планировал построить великолепный замок; однако эти планы так и не были осуществлены, и в 1930 году мыс был выставлен на продажу. Хотя Селфридж был всего лишь арендатором в Хайклиффе, он приступил к обустройству современных ванных комнат, установке парового центрального отопления, а также оборудованию современной кухни. Во время Первой мировой войны Роуз открыла палаточный лагерь под названием «Лагерь выздоровления миссис Гордон Селфридж» для американских солдат на территории замка. Селфридж отказался от его аренды лишь в 1922 году. Жена Селфриджа Роуз умерла во время пандемии гриппа 1918 года; его мать умерла в 1924 году. 
Будучи вдовцом, Селфридж имел многочисленные связи, в том числе с прославленной балериной Анной Павловой, графиней Марией Потоцкой, сестрами Долли и разведённой Сирией Барнардо Уэлком, которая позже стала более известной как декоратор Сири Моэм. Он также вел весьма насыщенную светскую жизнь, нередко становясь персонажем городских сплетен. В годы Великой депрессии состояние Селфриджа быстро уменьшилось и ситуации нисколько не помогали его свободные траты. Он часто играл на деньги и нередко проигрывал, много тратил на разных танцовщиц.
8 мая 1947 года Селфридж скончался от бронхиальной пневмонии в своем доме в Патни, на юго-западе Лондона, в возрасте 89 лет. Его похороны состоялись 12 мая в церкви Святого Марка в Хайклиффе, после чего он был похоронен на церковном дворе Святого Марка рядом со своей женой и матерью.

## Дети и внуки Селфриджа
- Чендлер, умер вскоре после рождения;
- Розали, вышла замуж за русского аристократа и авиатора Сержа де Болотова, позже Вяземского;
- Виолетта, написала книгу «Летучие цыгане», летопись воздушного перелета на 10 000 миль, вышла замуж за авиатора виконта Жан-Жака де Сибура, а затем за Фредерика Т. Бедфорда;
- Гарри "Гордон" Селфридж младший, продолжил дело отца и помогал ему в работе;
- Беатрис.

Два внука Селфриджа, которые оба умерли в 2008 году, стали известны в мире науки:
- Оливер был пионером в области искусственного интеллекта.
- Ральф был профессором математики и компьютерных наук в Университете Флориды с 1961 по 2002 год и был назван  «дедушкой цифрового моделирования».

## Сочинения
Селфридж написал книгу «Коммерческий роман», изданную Джоном Лейном в 1918 году и написанную несколькими годами ранее. В ней автор рассматривает историю торговли с древнейших времен: в разных главах он приводит наиболее успешные примеры из времен Древнего Китая, Античности, изучает успех знаменитых династий Венеции и Флоренции, рассматривает Ганзейский союз, ярмарочную культуру, гильдии, раннюю британской торговлю, Тюдоров, Ост-Индскую компанию, купцов Северной Англии, рост торговли и проблему торговли и аристократии, компании Гудзонова залива, Японию и, наконец, бизнеса XX века.
Среди наиболее популярных цитат, приписываемых Селфриджу есть такие:
- «Люди заметят вас, если вы заметите, что заставляет их замечать».
- «Босс ведет своих людей; лидер тренирует их. Босс зависит от власти, лидер от доброй воли. Босс внушает страх; лидер внушает энтузиазм. Босс говорит "я", лидер - "мы". Босс отводит вину за срыв; лидер отводит срыв. Босс знает, "как это делается"; лидер показывает, "как". Босс говорит: "Делай", а лидер - "Давайте сделаем!"».
- «Клиент всегда прав».

## Кинематограф
- В 2013 году вышел британский телесериал «Мистер Селфридж» с Джереми Пивеном в роли Гарри Гордона Селфриджа.
- Также независимой британской компанией Pioneer Productions был снят часовой документальный фильм «Тайны Селфриджа», из серии «Тайны Британии».